# 井上二葉
井上 二葉（いのうえ ふたば、1930年8月30日 - ）は、シドニー生まれの日本のピアニスト。

## 略歴
外交官井上庚二郎を父としてシドニーに生まれる。兄は生物学者の井上信也。4歳のときベルリンにて遠山つやのもとでピアノを始め、その後ブダペストにて音楽教育を受けるなど、幼少期の大半をヨーロッパで過ごす。帰国後は黒澤愛子、豊増昇に指導を受ける。東京音楽学校入学後は安川加壽子に師事し、本科ピアノ科卒業、同研究科修了。
1953年デビューリサイタル開催。1957年渡仏。パリにてラザール・レヴィに約1年間師事。1967年フランス青少年音楽協会と民音との交換芸術家第1号としてフランスに派遣され、地方都市23ヶ所でリサイタルを開催。その後ヴラド・ペルルミュテールに師事。この間ソロ活動のほか、ジャン・マルティノン、ジャン・フルネ指揮でNHK交響楽団定期公演に出演するなど、活発な演奏活動を展開。また、フルートのジャン＝ピエール・ランパルの共演者としても知られる。
1974年ガブリエル・フォーレ歿後50年を記念して、日本人として初めてピアノ曲全曲連続演奏会（全4回）を開催。その成果に対し第5回福山賞を受賞。長年エリザベト音楽大学にて教育活動に携わり、現在同大学名誉教授。日本演奏連盟会員、日仏音楽家協会会員、日本フォーレ協会顧問。

## レパートリー
デビュー以来、フランス近代の作品をレパートリーの中核とした活動を続けている。最近では2024年11月に王子ホールにてフォーレ没後百年を記念した演奏会を催し、健在ぶりを示している。現在まで東京に於ける自主リサイタルは37回を数え、室内楽・伴奏・講習会などもあわせ、今なお積極的な活動を続けている日本ピアノ界の重鎮である。ベーゼンドルファーを好み、可能な限りそれを使用している。
現代音楽にも積極的に関わり、かつて長野県軽井沢町で開催された現代音楽祭の常連であった。昭和20年代において既に、レナード・バーンスタインの交響曲第2番『不安の時代』（塚原晢夫指揮ツカハラ・シンフォニック・オーケストラ）、バルトークのピアノ協奏曲第3番（上田仁指揮東京交響楽団）を演奏している。また矢代秋雄とは幼馴染みでもあり、多くの作品を献呈されている。松平頼則の『美しい日本』は、全曲が彼女の手で放送録音された。